# Błoto (Suchedniów)
Błoto – dzielnica w południowo-zachodniej części miasta Suchedniowa w woj. świętokrzyskim, w powiecie skarżyskim. Jest to typowa ulicówka, rozpościerająca się wzdłuż ulicy Żeromskiego. Do końca 1955 roku samodzielna wieś.

## Historia
Błoto w latach 1867–1954 należało do gminy Suchedniów w powiecie kieleckim w guberni kieleckiej. W II RP przynależało do woj. kieleckiego, gdzie 2 listopada 1933 wraz z osiedlem Staszicówka utworzyło gromadę o nazwie Błoto w gminie Suchedniów.
Podczas II wojny światowej włączone do Generalnego Gubernatorstwa, nadal jako gromada w gminie Suchedniów, licząca 609 mieszkańców. Po wojnie w województwa kieleckim, jako jedna z 20 gromad gminy Suchedniów.
W związku z reformą znoszącą gminy jesienią 1954 roku, Błoto włączono do nowo utworzonej gromady Suchedniów (oprócz osiedla Staczicówka, które włączono do gromady Ostojów). 1 stycznia 1956 gromadę Suchedniów zniesiono w związku z nadaniem jej statusu osiedla, przez co Błoto stało się integralną częścią Suchedniowa. 18 lipca 1962 osiedlu Suchedniów nadano status miasta, przez co Błoto stało się obszarem miejskim.